# Szentdénes
Szentdénes ist eine ungarische Gemeinde im Kreis Szentlőrinc im Komitat Baranya. Ungefähr 14 Prozent der Bewohner zählen zur Volksgruppe der Roma. Bis 1949 trug die Gemeinde den Namen Szentdienes.

## Geografische Lage
Szentdénes liegt 24,5 Kilometer südwestlich des Komitatssitzes Pécs und 6 Kilometer südwestlich der Kreisstadt Szentlőrinc. Nachbargemeinden sind Nagypeterd, Kacsóta, Királyegyháza, Sumony und Rózsafa.

## Geschichte
Im Jahr 1913 gab es in der damaligen Kleingemeinde 134 Häuser und 1043 Einwohner auf einer Fläche von 2829 Katastraljochen. Sie gehörte zu dieser Zeit zum Bezirk Szentlőrincz im Komitat Baranya.
Im Jahr 1949 wurde der Name der Gemeinde von Szentdienes auf Szentdénes geändert.

## Sehenswürdigkeiten
- Szentháromság-Säule
- Römisch-katholische Kirche Szent Dénes, erbaut 1792 im Zopfstil, auf Anweisung von Antal Eszterházy
- Weltkriegsdenkmal

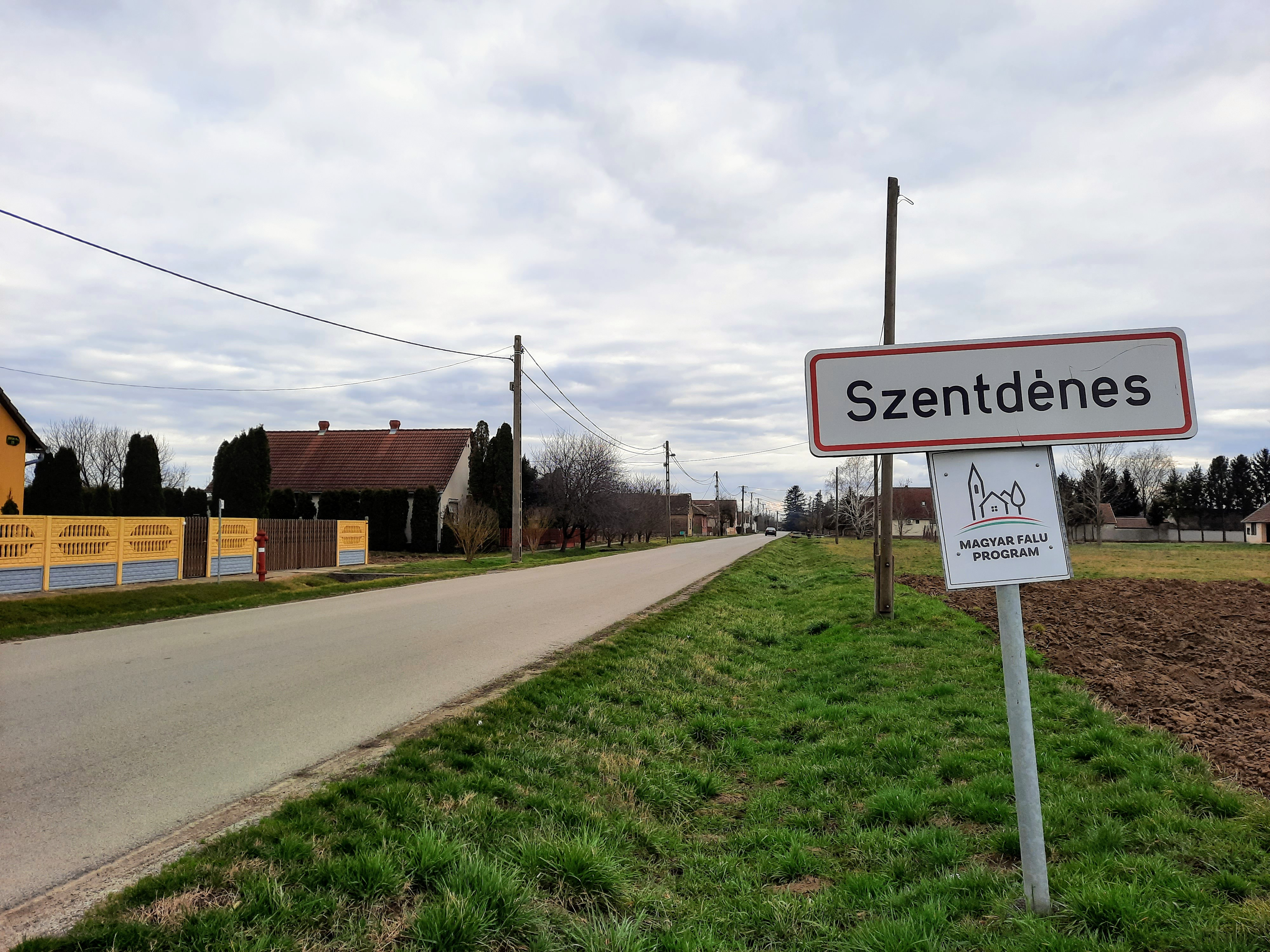
Ortstafel am nördlichen Ortsrand
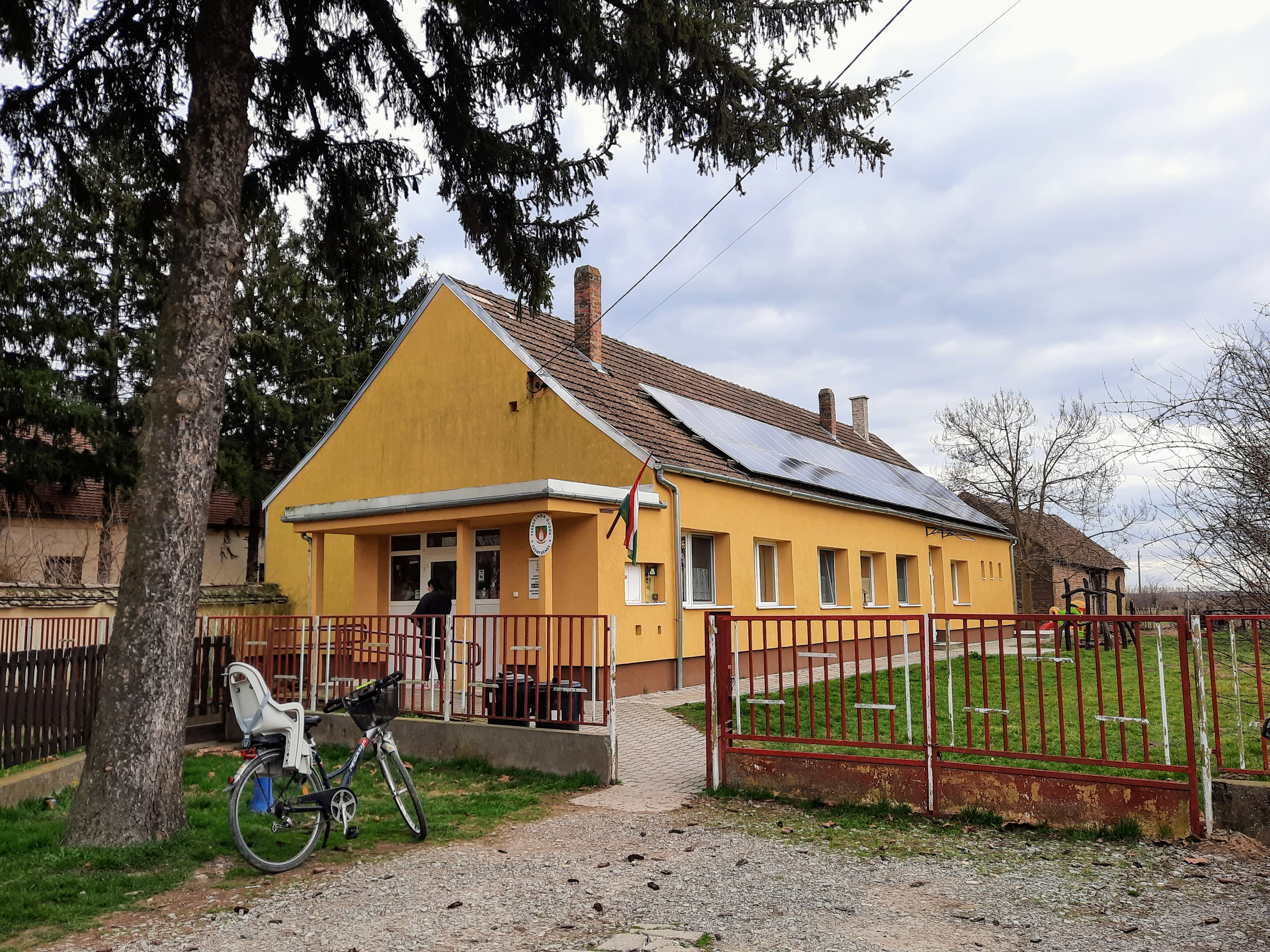
Kindergarten
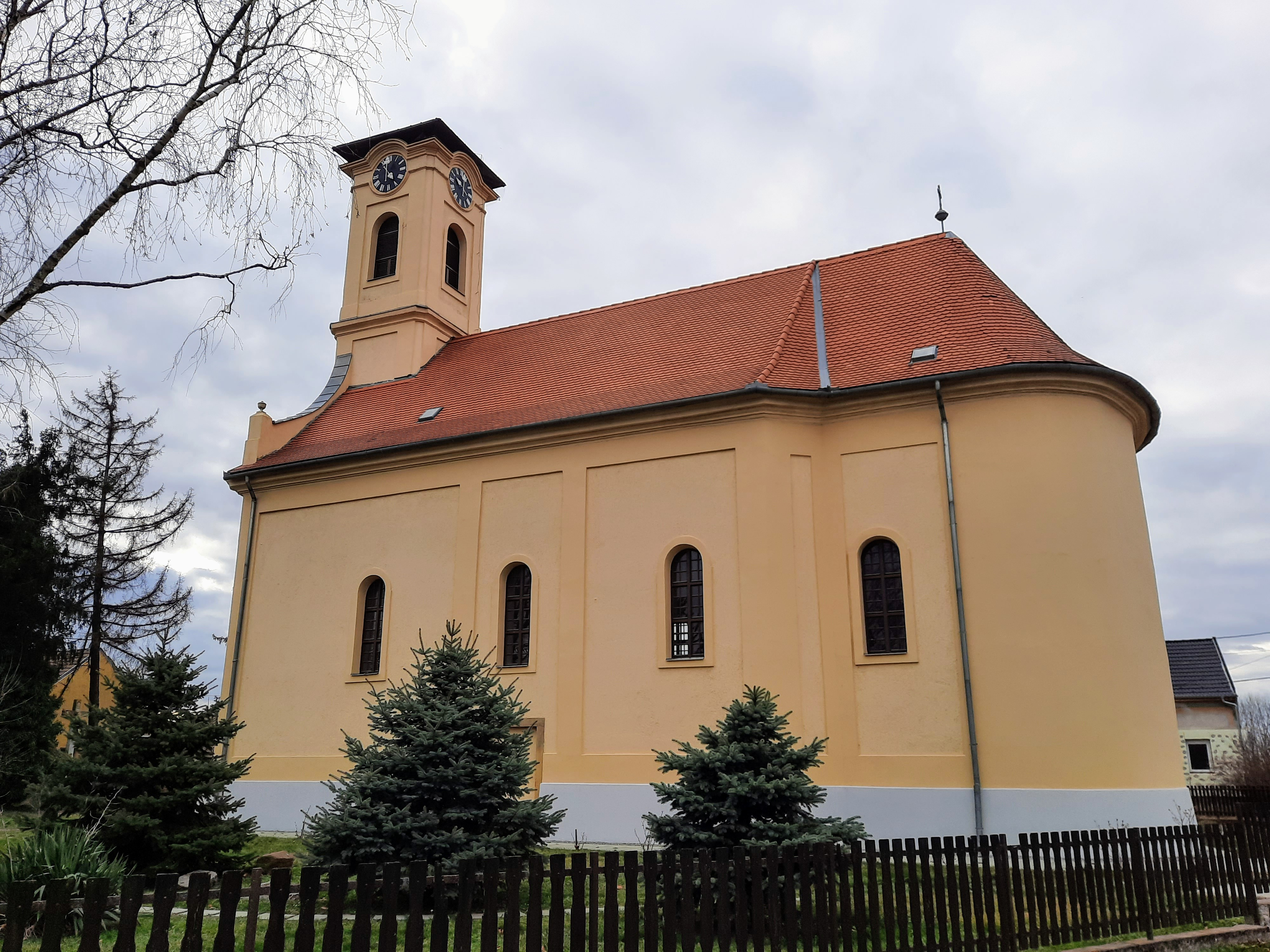
Römisch-katholische Kirche Szent Dénes

## Verkehr
Durch Szentdénes verläuft die Landstraße Nr. 5807, nördlich des Ortes die Hauptstraße Nr. 6. Es bestehen Busverbindungen nach Sumony, Nagypeterd, Szentlőrinc und Szigetvár. Der Bahnhof von Szentdénes befindet sich ungefähr 3 Kilometer nördlich des Ortes.